# Sauber C7
La Sauber C7 est une voiture de course de l'écurie suisse Sauber, construite pour les 24 Heures du Mans 1983 et propulsée par un 6 cylindres en ligne BMW. Peu compétitive, elle termine à la 9e place de la classique mancelle derrière les redoutables Porsche 956, à trente-deux tours des vainqueurs, seule voiture non Porsche dans le top 10. Elle prend également la 10e place des 1000 kilomètres de Fuji, à vingt-neuf tours des vainqueurs. Sauber finit cinquième du championnat avec trois points, loin des cent points marqués par Porsche.
Après la saison 1983 du Championnat du monde des voitures de sport, Sauber vend la voiture à l'écurie Fomfor Racing. La voiture part donc aux États-Unis, pour disputer le Championnat IMSA Camel GT (saison 1984). 
L'équipe conserve le moteur 6 cylindres BMW pour les cinq premières courses de la saison, avec un meilleur résultat à la 7e place à Road Atlanta avant que l'équipe n'abandonne le championnat. La C7 refait une apparition à la dernière course de la saison à Daytona, mais le moteur BMW est remplacé par un Chevrolet V8 6.0L. L'équipe finit 11e au classement général.
Fomfor Racing tente de poursuivre en 1985, mais la C7 est engagée pour seulement deux courses : à Miami, qui se solde par un abandon, et à Mosport avec la 7e place. Cependant, l'équipe se retire peu de temps après, portant ainsi la carrière de la C7 à une fin rapide après seulement un peu plus d'une saison complète d'utilisation.
Sauber revient au développement de sport prototypes après une année sabbatique, grâce à leur partenariat avec Mercedes-Benz pour la Sauber C8, dont le palmarès est bien plus étoffé que celui de la C7.

## Résultats
- 24 Heures du Mans :
  - 1983 : 9e place

- Championnat du monde des voitures de sport :
  - 5e place en 1983

- IMSA Camel GT
  - 1984 : 11e place
  - 1985 : 7e place